# Rigsort
Rigsort - dawna moneta duńska wartości 1/4 rigsdalera lub 24 szylingów.
Moneta wybita została za panowania Chystiana VI (1730–1746). Ponieważ w okresie tym obowiązywała stopa mennicza, według której z 1 marki kolońskiej czystego srebra bito 11 i 1/3 rigsdalera, rigsort zawierał 5,159 gramów czystego srebra. W okresie tym rigsort wartością odpowiadał 2 złotym polskim.

## Literatura
- Zbigniew Żabiński, Rozwój systemów pieniężnych w Europie zachodniej i północnej, Zakład Narodowy Imienia Ossolińskich - Wydawnictwo, Wrocław 1989, ISBN 83-04-02992-8